# Zaanstad

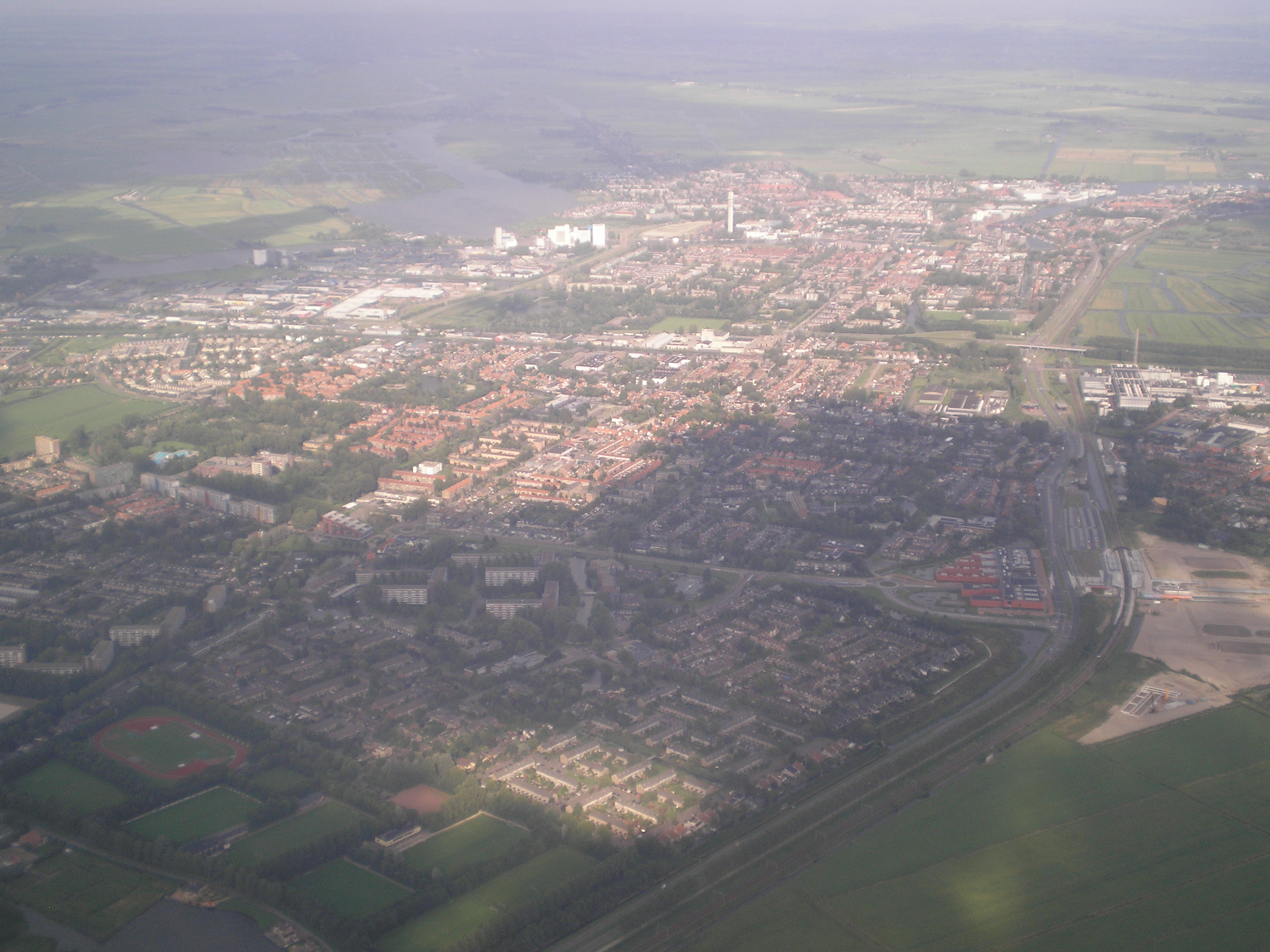
Krommenie, Wormerveer y Wormer.

Zaanstad es un municipio de la provincia de Holanda Septentrional, en los Países Bajos. Forma parte del área metropolitana de Ámsterdam (pertenece a la comunidad de municipios Stadsregio Amsterdam) y su núcleo de población principal es Zaandam. Otros centros urbanos son Assendelft, Koog aan de Zaan, Krommenie, Westzaan, Wormerveer y Zaandijk. La fundación de Zaanstad tuvo lugar en 1974 tras la unión de las siete ciudades mencionadas. Es la decimoquinta ciudad del país por número de habitantes. 
El gobierno municipal de Zaanstad consta de treinta y nueve escaños, gobernados en la actualidad por el PvdA.

## Estaciones de tren
- Estación de tren de Koog Bloemwijk
- Estación de tren de Koog-Zaandijk
- Estación de tren de Krommenie-Assendelft
- Estación de tren de Wormerveer
- Estación de tren de Zaandam
- Estación de tren de Zaandam Kogerveld

## Galería

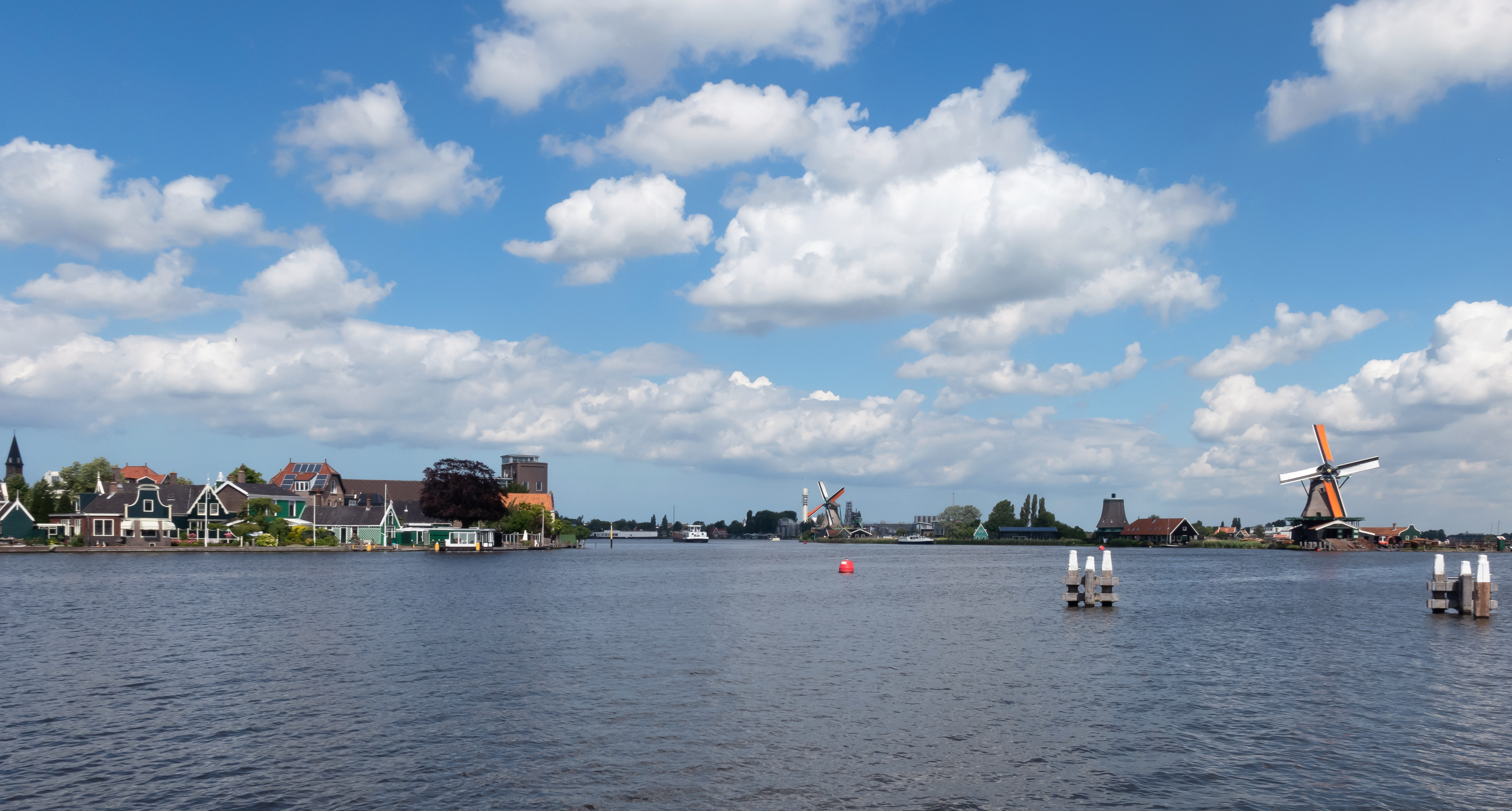
Zaandijk, la vista del Zaan
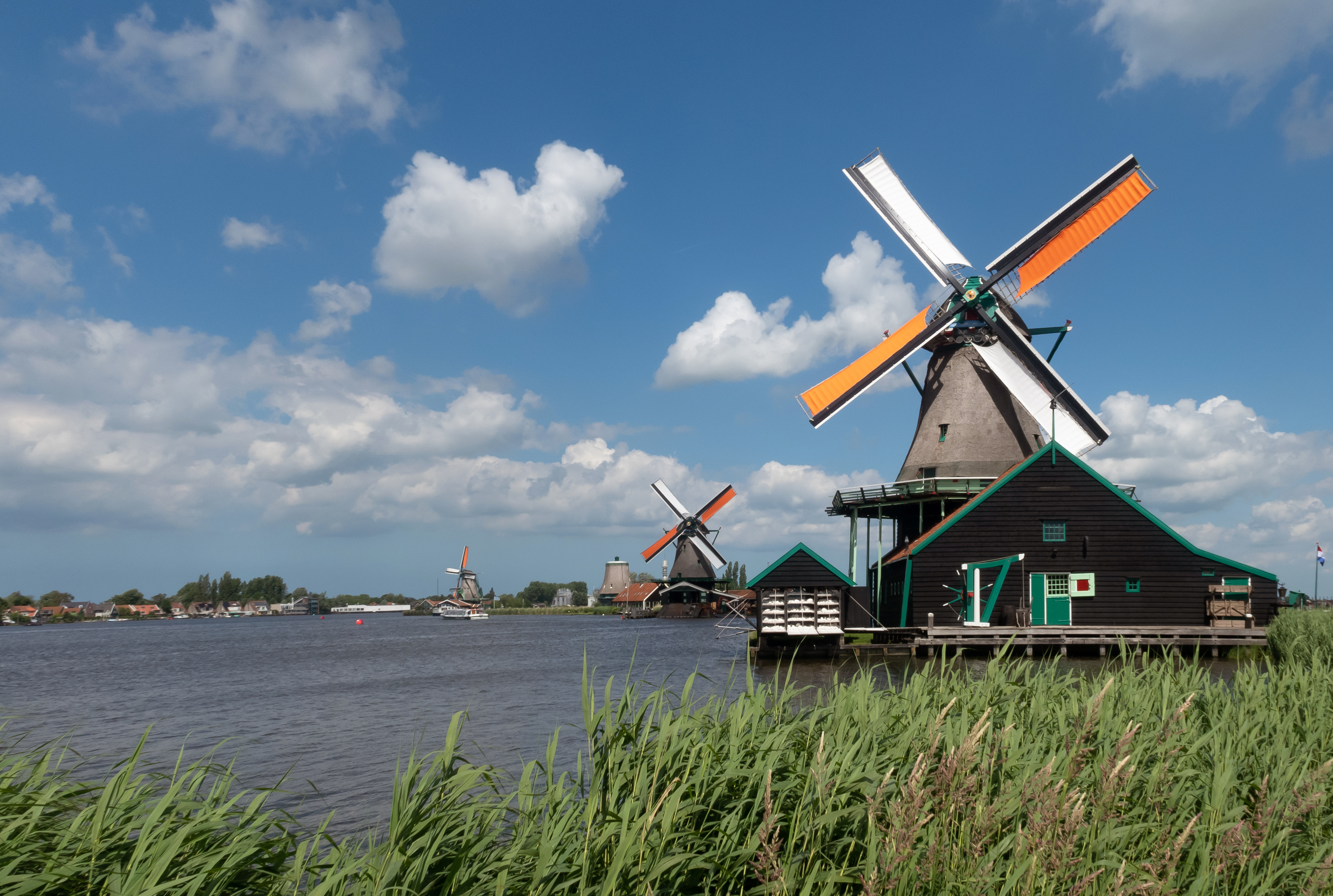
Zaanse Schans, los molinose
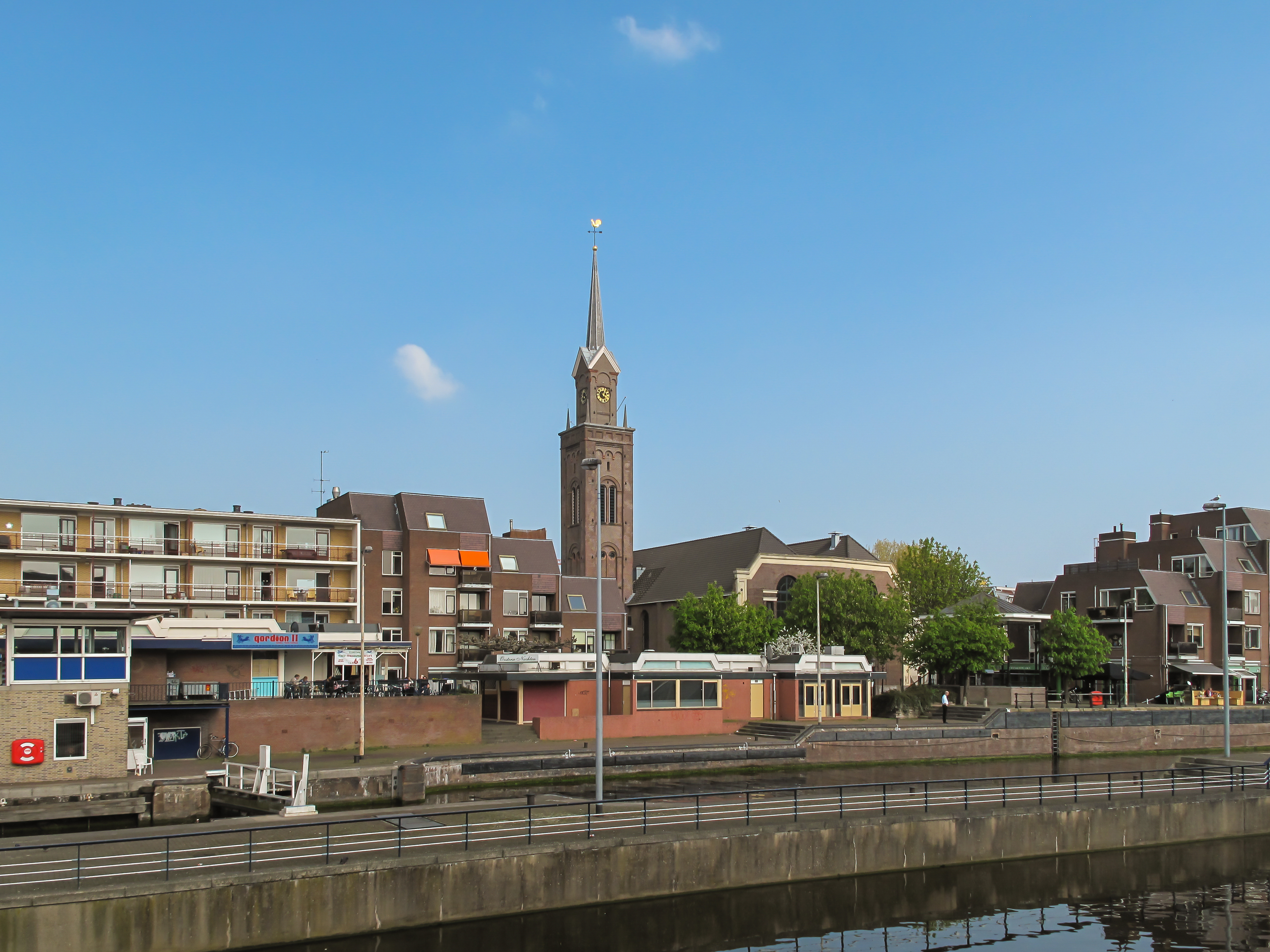
Zaandam, la iglesia (la Oostzijderkerk)
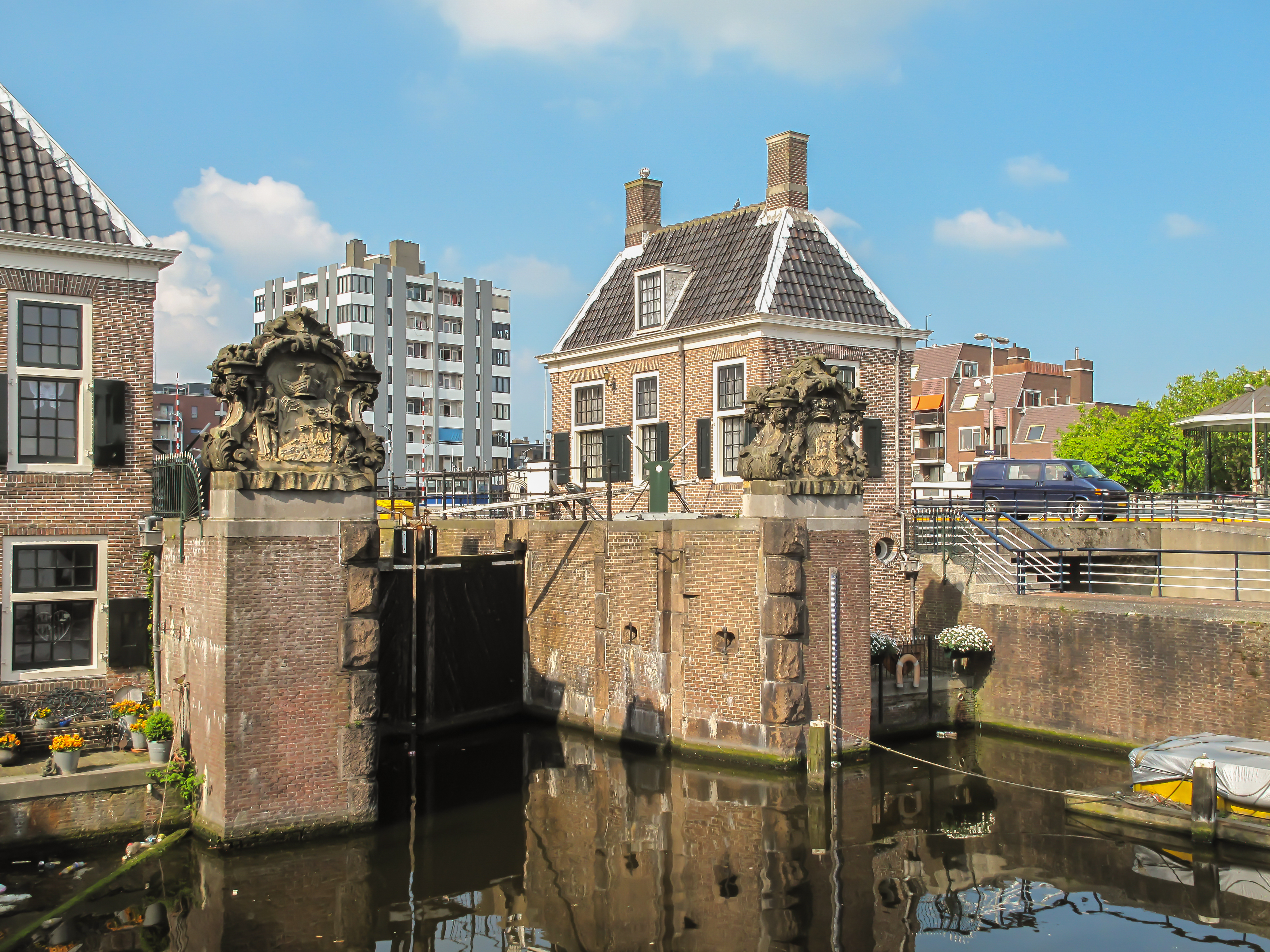
Zaandam, la ecluse
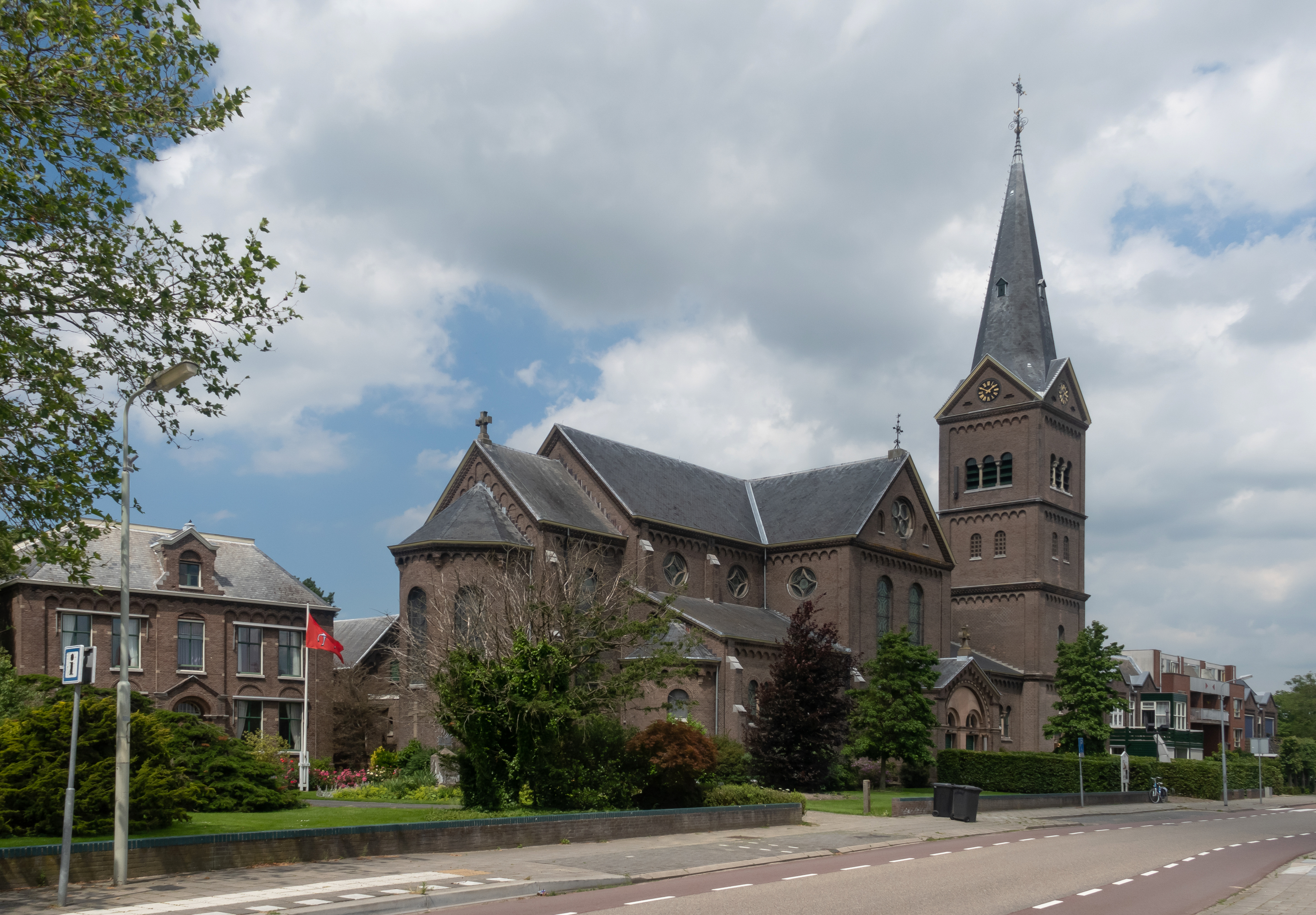
Assendelft, la iglesia: la Sint-Odulphuskerk
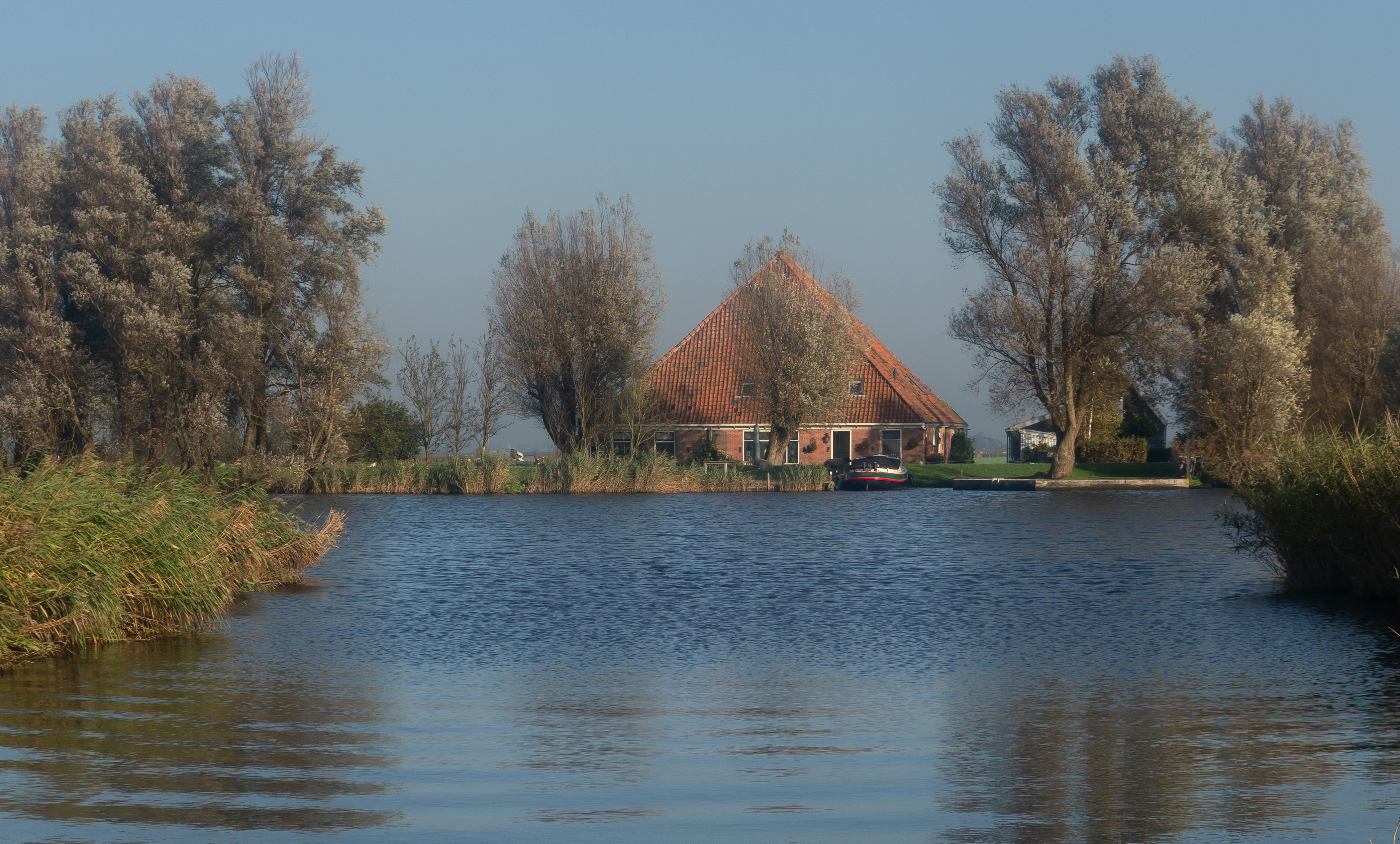
cerca Krommeniedijk, la granja en el pólder
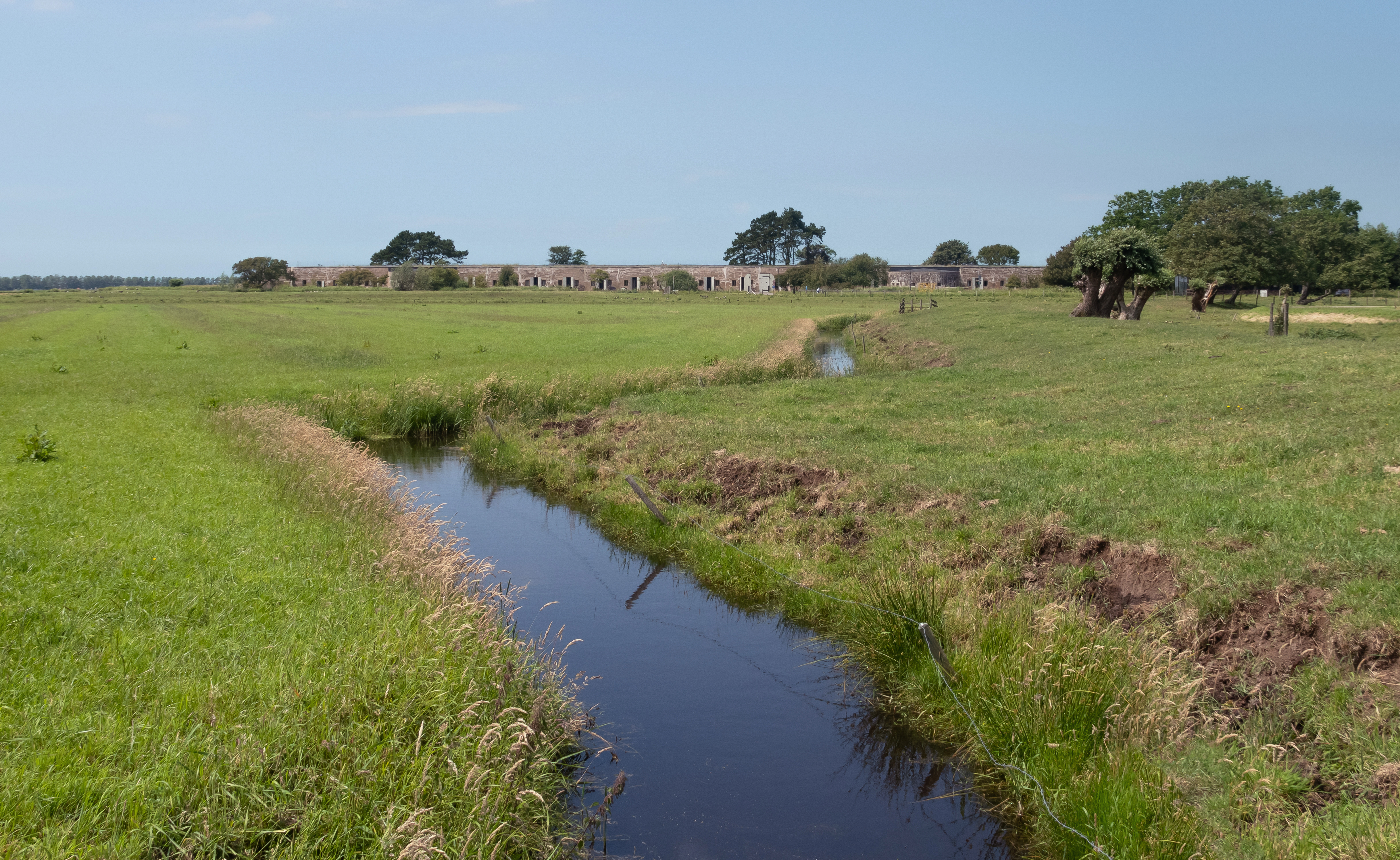
Krommeniedijk, el fuerte cerca Krommeniedijk

## Ciudades hermanadas
- Neukölln, Alemania
- Marino, Italia
- Pančevo, Serbia